# Pegah Ferydoni

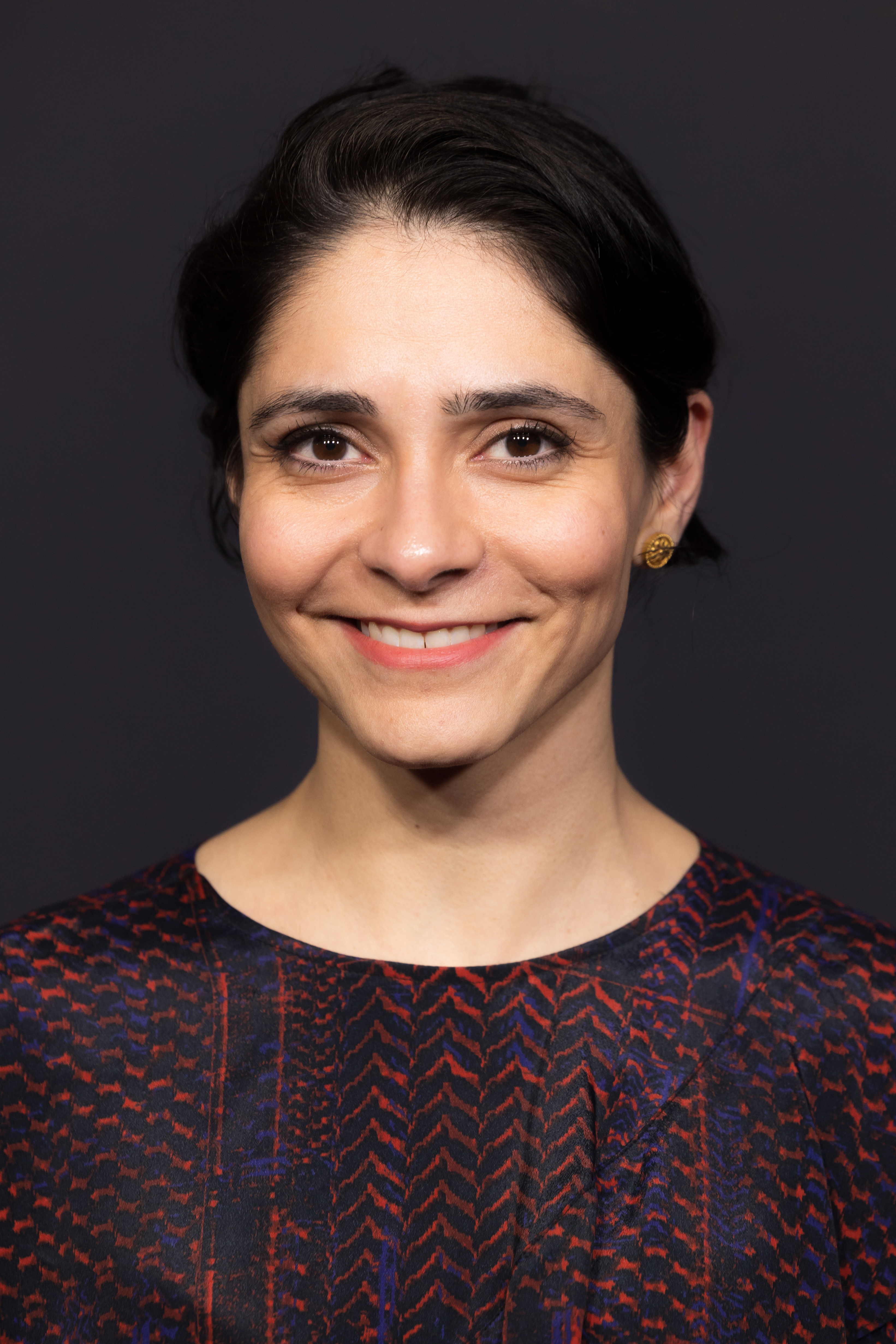
Pegah Ferydoni, 2024

Pegah Ferydoni oder Pegah Fereyduni (persisch پگاه فریدونی; * 25. Juni 1983 in Teheran, Iran) ist eine deutsche Schauspielerin, Fernsehmoderatorin und Synchronsprecherin.

## Werdegang
Pegah Ferydoni entstammt einer iranischen Künstlerfamilie. Als sie zwei Jahre alt war, flüchteten ihre Eltern vor dem Chomeini-Regime in Iran mit ihr nach Deutschland. Ihr Vater hat georgische Vorfahren, die Vorfahren ihrer Mutter stammen aus Aserbaidschan.
Ihre Kindheit und Jugend verlebte Pegah Ferydoni in Berlin-Reinickendorf, wo sie 2002 am Europäischen Gymnasium Bertha von Suttner ihr Abitur machte. Sie studierte an der Universität Potsdam drei Semester lang Philosophie, nachdem sie mit 17 Jahren ihre erste Rolle im Kurzfilm Skifahren unter Wasser gespielt hatte. Als Autodidaktin, die nie eine Schauspielschule besucht hat, gelang es Ferydoni Mitte der 2000er, einem größeren Publikum als Schauspielerin bekannt zu werden. Ihr erster Kino-Langfilm Folge der Feder! von Nuray Şahin lief bei internationalen Filmfestivals und gewann 2004 den Publikumspreis des Filmfestivals Mannheim-Heidelberg. Für ihre Rolle als Yağmur Öztürk in der erfolgreichen Serie Türkisch für Anfänger gewann Ferydoni 2006 schließlich den Deutschen Fernsehpreis in der Kategorie Beste Serie/Beste Schauspieler Serie (zusammen mit ihren Ensemble-Kollegen Josefine Preuß, Anna Stieblich, Adnan Maral, Elyas M’Barek, Emil Reinke und Axel Schreiber) sowie 2007 den Adolf-Grimme-Preis in der Kategorie Unterhaltung (zusammen mit Headwriter Bora Dagtekin, den Regisseuren Edzard Onneken und Oliver Schmitz und ihren Ensemble-Kollegen).
Im deutschen Fernsehen war sie in Serien wie SOKO 5113 sowie in den Reihen Tatort und Kommissarin Lucas zu sehen.
2009 spielte sie eine Rolle im Revolutionsdrama Women Without Men der iranischen Künstlerin Shirin Neshat. Der Film kam 2010 in die deutschen Kinos.
Von Mai 2011 bis Anfang 2013 moderierte sie wöchentlich das junge Kulturmagazin zdf.kulturpalast sowie das Berlinale-Studio im rbb. Am 4. Oktober 2018 startete der Film Die defekte Katze in den deutschen Kinos, in dem sie die Hauptrolle spielt.
Von 2019 bis 2022 spielte sie die Rolle der Ersten Kriminalhauptkommissarin Sarah Khan in den Staffeln 2 bis 4 der Serie SOKO Hamburg.
Ferydoni wirkte als Sängerin und Frontfrau der 2002 gegründeten Band Shanghai Electric.

## Filmografie

### Fernsehen
- 2003: Großstadtrevier – Jagd auf Selay (Fernsehserie)
- 2004: SOKO 5113 – Tango Mortale
- 2005: König von Kreuzberg – Der Eheversprecher (Fernsehserie)
- 2006–2008: Türkisch für Anfänger (Fernsehserie, 52 Folgen)
- 2005: Typisch Sophie (Fernsehserie)
- 2005: Der letzte Zeuge – Das Rad des Lebens (Fernsehserie)
- 2006: Kommissarin Lucas – Skizze einer Toten (Fernsehserie)
- 2006: Sperling – Der Falke (Fernsehreihe)
- 2006: Tatort – Liebe am Nachmittag (Fernsehreihe)
- 2006: SOKO Köln – Die Braut trägt Rot (Fernsehserie)
- 2006: Die Anwälte – Selbstjustiz (Fernsehserie)
- 2006: Peer Gynt (Fernsehfilm)
- 2007: Notruf Hafenkante – Die türkische Braut (Fernsehserie)
- 2007: Der Kriminalist – Abwärts (Fernsehserie)
- 2008: Freiwild. Ein Würzburg-Krimi (Fernsehreihe)
- 2008: Doctor’s Diary – Frauen auf dem Ärzteball (Fernsehserie)
- 2008: Sklaven und Herren (Fernsehfilm)
- 2008: Wenn wir uns begegnen (Fernsehfilm)
- 2009: Tatort – Baum der Erlösung (Fernsehreihe)
- 2009: Ein Fall für zwei – Die Senkrechtstarter (Fernsehserie)
- 2009: Der verlorene Sohn (Fernsehfilm)
- 2010: Bella Vita (Fernsehfilm)
- 2010: Der Kriminalist – Schuld und Sühne
- 2011: Hexe Lilli – Die Reise nach Mandolan (Fernsehfilm)
- 2011–2013, 2017: zdf.kulturpalast (Moderation)
- 2012: Bella Australia (Fernsehfilm)
- 2012: Mit geradem Rücken (Fernsehfilm)
- 2012: Der Cop und der Snob – Unter die Haube gekommen (Fernsehserie)
- 2013: Letzte Spur Berlin – Familienehre (Fernsehserie)
- 2013: Wagnerwahn (Dokumentation)
- 2013: Frauen, die Geschichte machten – Kleopatra: Mit Macht und Eros (Dokumentation)
- 2015: Der Lack ist ab – #cannabis (Fernsehserie)
- 2016: Nachtschicht – Der letzte Job
- 2016: Helen Dorn – Gefahr im Verzug (Fernsehserie)
- 2016: Sibel & Max – Komm zurück! (Fernsehserie)
- 2017: Mordkommission Istanbul – Der verlorene Sohn (Fernsehserie)
- 2017: Tödliche Geheimnisse – Jagd in Kapstadt (Fernsehfilm)
- 2017: Fluss des Lebens – Geboren am Ganges (Fernsehfilm)
- 2017: Keine zweite Chance (Fernsehfilm)
- 2018: Die Kinderüberraschung (Fernsehfilm)
- 2018: SOKO Potsdam – Ein dienstbarer Geist (Fernsehserie)
- 2018: Pastewka (Fernsehserie)
- 2018: In aller Freundschaft – Panzerherz (Fernsehserie)
- 2018: Echte Bauern singen besser
- 2019: Tatort – Die harte Kern (Fernsehreihe)
- 2019: Die Informantin – Der Fall Lissabon (Fernsehfilm)
- 2019: Der Sommer nach dem Abitur (Fernsehfilm)
- 2019: Wahrheit oder Lüge (Fernsehfilm)
- 2019: Farmer Rockstar (Fernsehfilm)
- 2019–2022: SOKO Hamburg (Fernsehserie)
- 2020: Löwenzahn – Graffiti – Wer sprayt, der fliegt! (Fernsehserie)
- 2020: Isi & Ossi (Fernsehfilm) (Netflix)
- 2020: Sekretärinnen – Überleben von 9 bis 5 (Folge: Das Wochenende)
- 2020: Tödliche Geheimnisse – Das Versprechen (Fernsehfilm)
- 2020: Professor T. – Die Zeugin (Fernsehserie)
- 2021: Die Chefin – Deadline (Fernsehserie)
- seit 2021: Almania (Fernsehserie)
- 2022: In falschen Händen (Fernsehfilm)
- 2023: A Murder at the End of the World (Miniserie)
- 2023: Abenteuer Weihnachten – Familie kann nie groß genug sein (Fernsehfilm)
- 2024: Tatort: Angst im Dunkeln (Fernsehreihe)
- 2025: Tatort: Vier Leben (Fernsehreihe)

### Kino
- 2003: Skifahren unter Wasser (Kurzfilm)
- 2004: Folge der Feder!
- 2009: Women Without Men
- 2009: Zweiohrküken
- 2010: Ayla
- 2011: Hexe Lilli – Die Reise nach Mandolan
- 2012: Türkisch für Anfänger
- 2013: 300 Worte Deutsch
- 2016: Hey Bunny
- 2018: Die defekte Katze
- 2018: Der letzte Mieter
- 2021: Eine Handvoll Wasser
- 2021: Stand Up! Was bleibt, wenn alles weg ist
- 2023: Alaska
- 2023: 5 Seasons – eine Reise
- 2024: Feste & Freunde

### Synchronrollen
- 2013–2019: Taryn Manning in Orange Is the New Black als Tiffany „Pennsatucky“ Doggett
- 2014: Manolo und das Buch des Lebens als Maria
- 2017: American Assassin als Annika
- 2017: Der Stern von Indien als Sunita
- 2018: Dude als Chloe
- 2019: Polaroid als Bird Fitcher

## Theater
- 2006–2007 und 2010: Schwarze Jungfrauen v. Feridun Zaimoglu, Hebbel am Ufer, Berlin
- 2009: Und der Herr schuf die Kuh, Regie: Mehdi Moinzadeh, Ballhaus Naunynstraße, Berlin
- 2010: Sisters – Der Kampf geht weiter, Regie: Nicole Oder, Heimathafen Berlin
- 2012: Radikal. Ein Politthriller. Nach Yassin Musharbash für die Bühne bearbeitet von Jens Groß, Regie: Anna Bergmann, Maxim-Gorki-Theater, Berlin

## Hörspiele
- 2018/2019: Edgar Linscheid und Stuart Kummer: Caiman Club – Regie: Stuart Kummer (WDR)[7]
- 2021: Murat & Costa: Aufpassen! (WDR)[8]